# Accord Fayçal-Weizmann de 1919

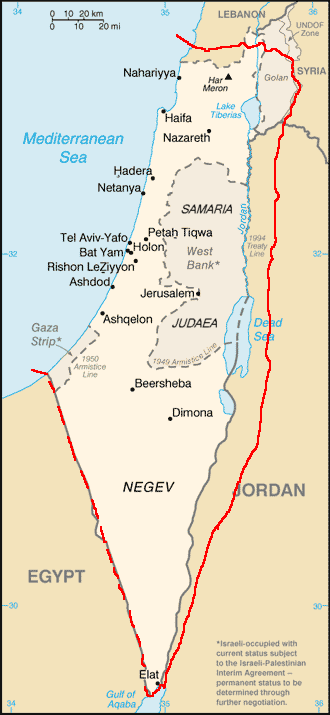
Carte montrant en rouge les délimitations du foyer national Juif, tels que proposées par les représentants sionistes à la Conférence de Paris, sur une carte actuelle.

L’accord Fayçal-Weizmann de 1919 fut signé le 3 janvier 1919 entre l'émir Fayçal ibn Hussein, fils du roi du Hedjaz et futur roi de Syrie (1920), d'Irak (1921 à 1933) et du Hedjaz (1924 à 1925), et Chaim Weizmann, futur président de l'Organisation sioniste mondiale (1920 à 1931, 1935 à 1946) et de l'État d'Israël (1948 à 1952), à l'occasion de la conférence de paix de Paris de 1919, organisée pour négocier des traités de paix après la Première Guerre mondiale. Cet accord devait entamer une coopération judéo-arabe pour le développement d'un foyer national juif dans la région de Palestine (alors occupée par le Royaume-Uni) et d'une nation arabe sur la plus grande partie du Moyen-Orient.
Fayçal ben Hussein accepte, par cet accord, les termes de la déclaration Balfour à condition que les Britanniques tiennent les promesses d'indépendance faites aux Arabes pendant la guerre. Elles ne furent pas respectées et l'accord resta donc lettre morte.